# Блейд
„Блейд“ (на английски: Blade) e американски филм от 1998 г. за едноименния герой на „Марвел Комикс“.

## Актьорски състав
| Актьор            | Роля               |
| ----------------- | ------------------ |
| Уесли Снайпс      | Ерик Брукс / Блейд |
| Стивън Дорф       | Дийкън Фрост       |
| Крис Кристофърсън | Ейбрахам Уистлър   |
| Н'Буш Райт        | д-р Карън Дженсън  |
| Донал Лоуг        | Куин               |
| Удо Кир           | Гитано Драгонети   |
| Сана Латан        | Ванеса Брукс       |
| Арли Ховер        | Мъркюри            |
| Кевин Патрик Уолс | Кригер             |
| Тим Гини          | д-р Къртис Уеб     |

## В България
На 9 май 2020 Би Ти Ви излъчи филма с български дублаж за телевизията. Екипът се състои от:
| Озвучаващи артисти  | Гергана Стоянова Елена Русалиева Иван Велчев Петър Бонев Станислав Димитров |
| Преводач            | Вилма Карталска                                                             |
| Тонрежисьор         | Емил Енев                                                                   |
| Режисьор на дублажа | Добрин Добрев                                                               |

## Награди и номинации
| Награда  | Категория            | Номиниран(и)         | Резултат  |
| -------- | -------------------- | -------------------- | --------- |
| „Сатурн“ | Най-добър хорър филм | Най-добър хорър филм | номинация |
| „Сатурн“ | Най-добър грим       | Най-добър грим       | номинация |

## Филми от поредицата за „Блейд“
Поредицата „Блейд“ включва 3 филма:
- „Блейд“ (1998)
- „Блейд 2“ (2002)
- „Блейд: Троица“ (2004)